# Удобное (Омская область)
Удобное — исчезнувшая деревня в Москаленском районе Омской области. Входила в состав Гвоздёвского сельсовета. Упразднена в 1979 г.

## География
Располагалась вблизи южного берега озера Эбейты в конце лога Амринский, в 4,5 км (по прямой) к юго-западу от села Гвоздёвка.

## История
Основана в 1909 г. В 1928 году посёлок Удобное состоял из 32 хозяйств. В поселке размещалась школа 1-й ступени. В административном отношении входил в состав Гвоздёвского сельсовета Полтавского района Омского округа Сибирского края. В 1963 году стало отделением совхоза «Озёрный». В 1979 году исключена из учётных данных.

## Население
По переписи 1926 г. в посёлке проживало 201 человек (94 мужчины и 107 женщин), основное население — украинцы